# Specie di Synaphridae
Di seguito sono descritte tutte le specie della famiglia di ragni Synaphridae note al dicembre 2012.

## Africepheia
Africepheia Miller, 2007
- Africepheia madagascariensis Miller, 2007[2] — Madagascar

## Cepheia
Cepheia Simon, 1894
- Cepheia longiseta (Simon, 1881)[2] — Europa meridionale

## Synaphris
Synaphris Simon, 1894
- Synaphris agaetensis Wunderlich, 1987 - Isole Canarie
- Synaphris calerensis Wunderlich, 1987 - Isole Canarie
- Synaphris dalmatensis Wunderlich, 1980 - Croazia
- Synaphris franzi Wunderlich, 1987 - Isole Canarie
- Synaphris lehtineni Marusik, Gnelitsa & Kovblyuk, 2005 - Ucraina
- Synaphris letourneuxi (Simon, 1884)[2] - Egitto
- Synaphris orientalis Marusik & Lehtinen, 2003 - Turkmenistan
- Synaphris saphrynis Lopardo, Hormiga & Melic, 2007 - Spagna
- Synaphris schlingeri Miller, 2007 - Madagascar
- Synaphris toliara Miller, 2007 - Madagascar
- Synaphris wunderlichi Marusik & Zonstein, 2011 - Israele